# Oahu-amakihi
Oahu-amakihi (Chlorodrepanis flava) är en utrotningshotad fågel i familjen finkar. Den förekommer enbart på en enda ö i Hawaiiöarna.

## Utseende och läten
Oahu-amakihin är en liten (11 cm) medlem av gruppen hawaiifinkar med en kort, nedåtböjd näbb. Hanen är guldgul under, olivgrön ovan. På huvudet syns svart tygel med en gul fläck framför. Honan är ljusare gulvit under och grågrön ovan med gulvita vingband. Tygeln är snarare mörkgrå och fläcken framför gulvit. Liknande hane oahu-alauahio har rak näbb, ett tydligt gult ögonbrynsstreck och ett svart ögonstreck, medan honan har ett mörkt streck bakom ögat och ljus tygel. Sången är en kraftfull drill, medan lätet beskrivs som kort och kattliknande.

## Utbredning och status
Fågeln lever i fuktiga skogar i bergen på Oahu i Hawaiiöarna. Den har ett mycket litet utbredningsområde, begränsat till två bergskedjor på en enda ö. Världspopulationen uppskattas till mellan 30 000 och 40 000 vuxna individer. Internationella naturvårdsunionen IUCN kategoriserar arten som nära hotad.

## Familjetillhörighet
Arten tillhör en grupp med fåglar som kallas hawaiifinkar. Länge behandlades de som en egen familj. Genetiska studier visar dock att de trots ibland mycket avvikande utseende är en del av familjen finkar, närmast släkt med rosenfinkarna. Arternas ibland avvikande morfologi är en anpassning till olika ekologiska nischer i Hawaiiöarna, där andra småfåglar i stort sett saknas helt.